# Biserica „Sfinții Arhangheli Mihail și Gavriil” din Tocmagiu
Biserica „Sf. Arhangheli Mihail și Gavriil” este o biserică amplasată în Tocmagiu, Unitățile Administrativ-Teritoriale din Stînga Nistrului, Republica Moldova. Este un monument arhitectural de importanță națională inclus în Registrul monumentelor Republicii Moldova ocrotite de stat cu nr. 533 (raionul Grigoriopol). Datează din jum. II a sec. XIX.